# Atelials
Els atelials (Atheliales) són un ordre de fongs basidiomicots de la classe dels agaricomicets (Agaricomycetes). La majoria són fongs corticioides (tenen els basidiocarps llisos a les branques dels arbres).

## Taxonomia
L'ordre dels agaricomicets inclou les següents famílies:
- Família Atheliaceae
- Família Byssocorticiaceae
- Família Lobuliciaceae
- Família Pilodermataceae
- Família Tylosporaceae

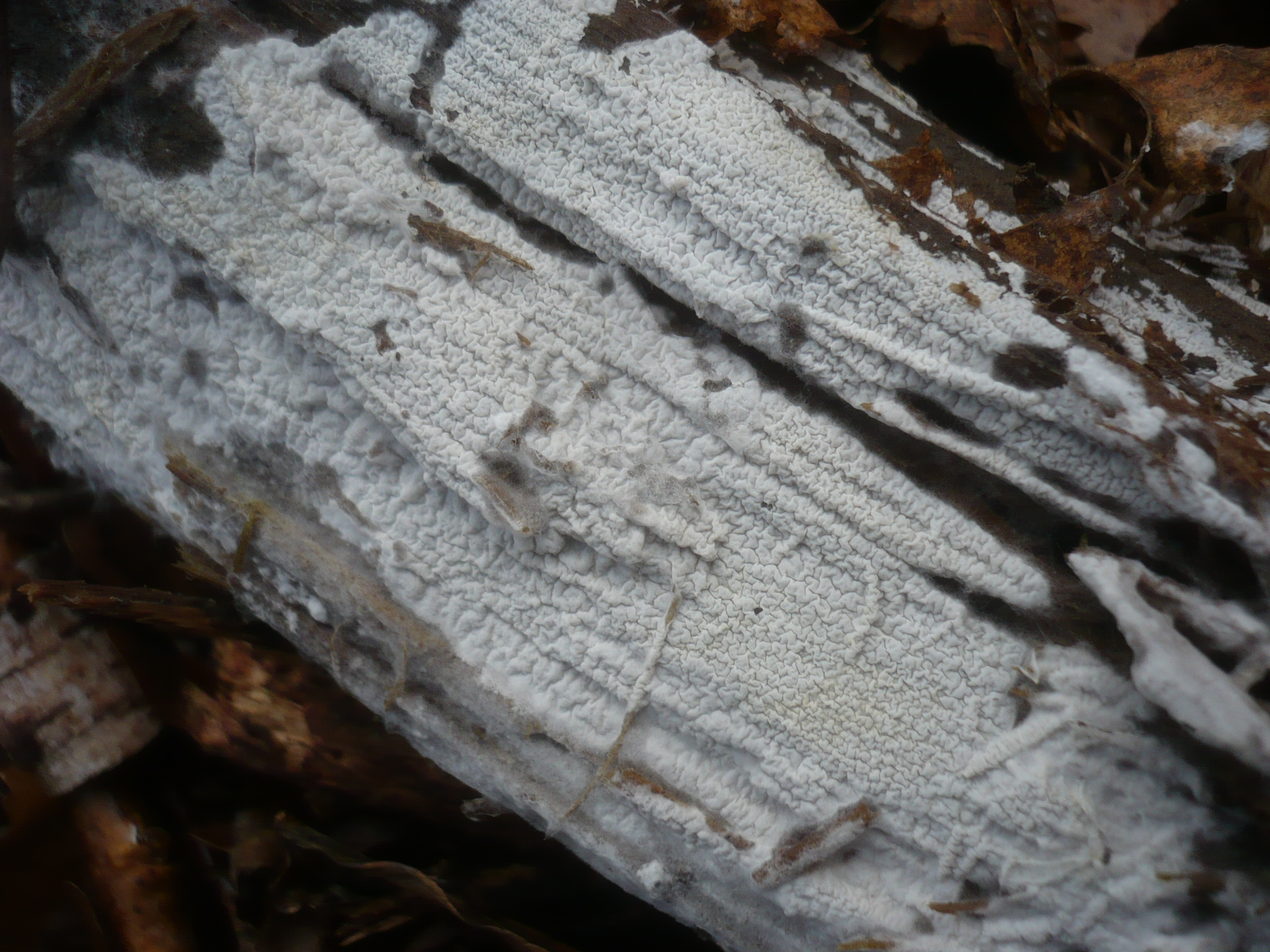
Athelia acrospora
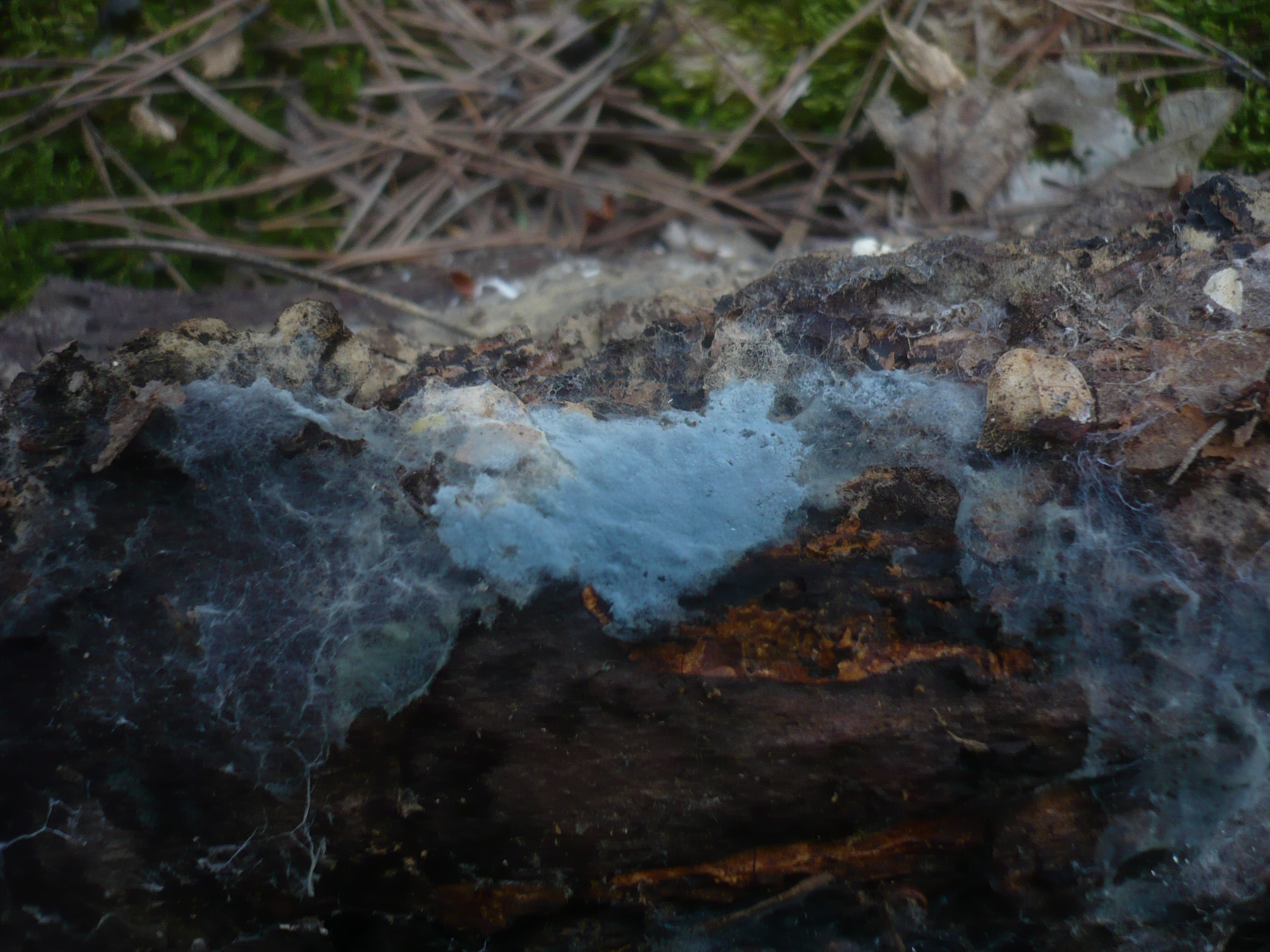
Byssocorticium atrovirens
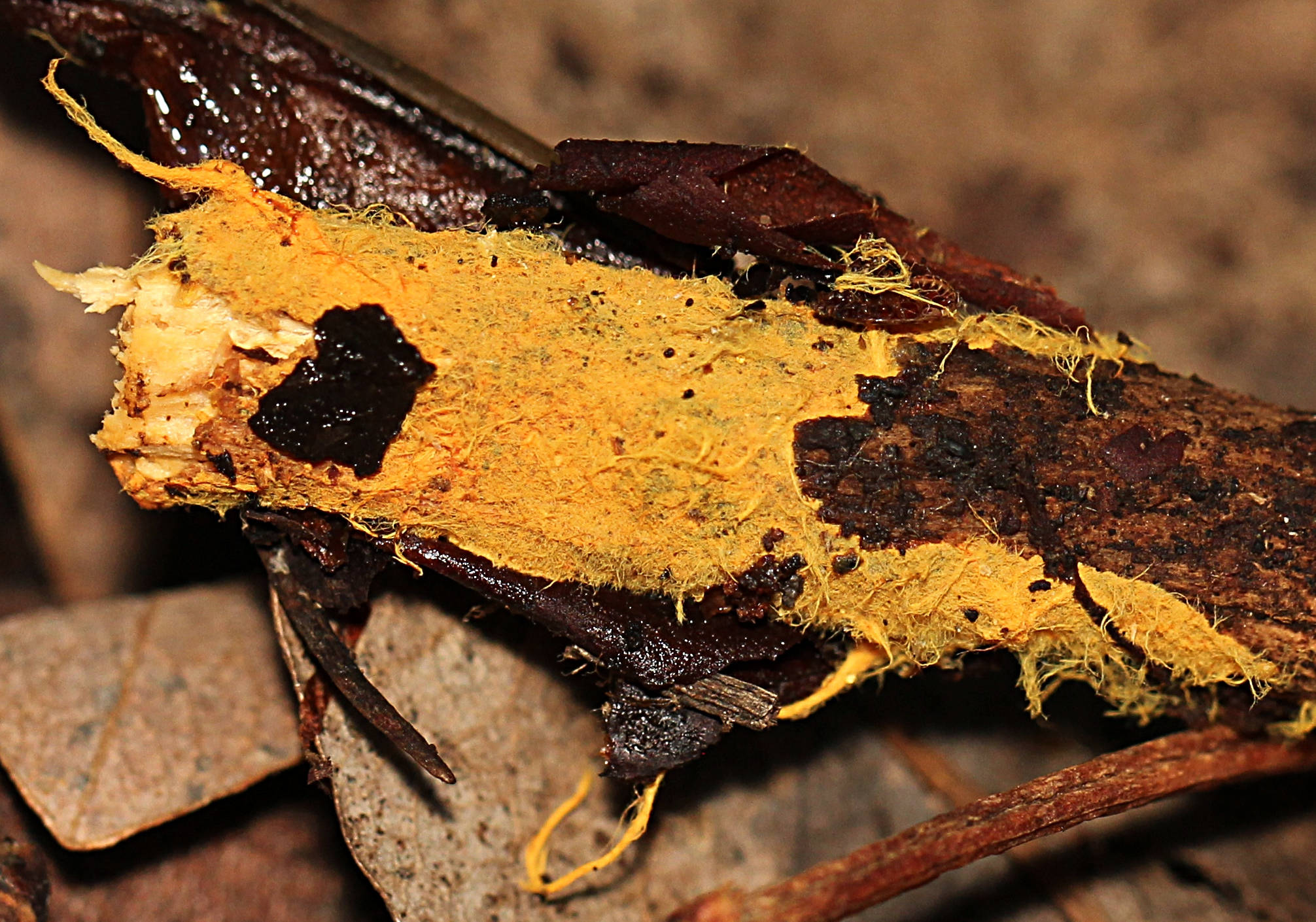
Piloderma fallax